# Hondrit
Hondrít je kamnit meteorit, ki se ni spremenil s taljenjem ali razslojevanjem (diferencijacijo) starševskega telesa iz katerega je nastal. Oblikoval se je iz prahu in manjših zrn, ki so bila prisotna že med nastajanjem Osončja ob kreiranju asteroidov. Posebno zanimive so hondrule, ki so v glavnem sestavljene iz silikatnega minerala olivina in piroksena. Hondrule so velike okoli 1 mm, v meteoritu pa se nahajajo v obliki kapljic. Hondriti tudi vsebujejo vključke težko hlapljivih (tudi kondenzacija nastopi pri visoki temperaturi) materialov oziroma njihovih zlitin (kalcijevo-aluminijevi vključki), ki so med najstarejšimi snovmi v Osončju. V hondritih so še delci bogati na niklju in železu in njunih sulfidih ter posamezna zrna silikatnih materialov. 

Med opazovanimi padci meteoritov je okoli 86% hondritov. V vseh zbirkah meteoritov je čez 86.000 hondritov, največji ima maso 1770 kg. Padel je pa na Zemljo na Kitajskem v letu 1976. Hondriti padajo na površino Zemlje kot posamezna telesa ali pa v obliki roja, ki ga lahko sestavlja tudi po nekaj tisoč posameznih teles. V kraju Holbrooku (severna Arizona) je leta 1912 padlo po ocenah celo 14.000 kamnitih meteoritov.

## Tipi hondritov
Hondrite delimo na okoli 15 različnih skupin (glej Razvrščanje meteoritov) na osnovi minerološke oblike, kemične in izotopske sestave. Vsaka skupina ima različno mešanico hondrul, težko hlapljivih materialov, osnove (matrice) in velikosti zrn.

### Navadni hondriti
Navadni hondriti so najbolj pogosti meteoriti, ki padejo na Zemljo. Okoli 80% vseh meteoritov in nad 90% vseh hondritov je navadnih hondritov. Vsebujejo veliko hondrul, malo osnovne snovi (matrica ali snov med zrni), malo težko hlapljivih snovi in spremenljivo količino zlitine železa in niklja ter troilita (FeS). Hondrule so velike od 0,5 do 1 mm v premeru. Imajo tudi nenavadno visoko razmerje izotopov 17O/16O v primerjavi z razmerjem 18O/16O, če primerjamo z razmerjem v kamninah na Zemlji. Večina navadnih hondritov je preživela določeno preobrazbo nad temperaturo 500 °C na starševskem asteroidu.

Navadne hondrite delimo v tri skupine:
- H hondriti imajo visoko vsebnost železa, manjše hondrule kot hondriti iz skupin L in LL, 45% vseh navadnih hondritov spada v to skupino (oznaka H iz angleške besede high –visok)
- L hondriti imajo nizko vsebnost železa, polovica vseh navadnih hondritov spada v to skupino, tako so to najbolj pogosti meteoriti, ki padejo na Zemljo, (oznaka L iz angleške besede low – nizek)
- LL hondriti (amfoteriti) imajo nizko vsebnost železa in nizko vsebnost ostalih kovin, samo 10% navadnih hondritov je pripadnikov te skupine.

### Ogljikovi hondriti
Ogljikovi hondriti sestavljajo manj kot 5% vseh hondritov, ki padejo na Zemljo. Te vrste hondritov so razvrstili v veliko skupin. Večina razvrstitev temelji na visoki vsebnosti visokoodpornih litofilnih elementov, ki imajo veliko afiniteto do silicija. Imajo nenavadno nizko izotopno razmerje 17O/16O glede na 18O/16O v primerjavi s kamninami Zemlje. Posamezne tipe ogljikovih hondritov imenujemo po značilnih hondritnih meteoritih (razen skupine CH):
- CI hondrit (značilni meteorit je Ivuna) imajo malo hondrul in vključkov z visokotemperaturno odpornimi snovmi. Sestavlja jih drobno zrnat material, ki je preživel vplive vode na starševskem telesu. Te vrste hondriti so močno oksidirani, spominjajo na brečo, vsebujejo veliko magnetita in sulfatnih mineralov. Imajo pa malo kovinskega železa. Hondriti CI so zanimivi zato, ker močno spominjajo na sončno fotosfero, če ne upoštevamo vodika in helija. To pomeni, da predstavljajo snov iz katere je nastalo Osončje.
- CO hondrit in CM hondrit sta dve podobni skupini, ki imata majhne hondrule (velikost v glavnem med 0,1 in 0,3 mm v premeru). Težko hlapljivih vključkov je veliko, imajo pa podobno velikost kot hondrule.
  - CM hondrit (značilni meteorit je Mighei) je hondrit, ki ga sestavljajo drobnozrnati materiali (okoli 70% kot osnova – matrica). Večina jih kaže tudi močne spremembe pod vplivom vode. Najbolj raziskan je Murchisonov meteorit, ki je tudi vzorčni predstavnik te skupine.
  - CO hondrit (značilni meteorit je Ornans) imajo zelo malo preobrazbe, ki bi jo povzročila voda. Nekateri kažejo tudi manjšo termalno preobrazbo.
- CR hondrit, CB hondrit in CH hondrit so tri skupine hondritov, ki imajo podobno kemično in izotopsko sestavo. Vsi imajo veliko železovo-nikljevih zlitin. CH in CB hondriti imajo velik delež kovine. Hondriti CR so precej podobni ostalim skupinam hondritov. Izvor hondritov CH in CB ni popolnoma jasen. Nekateri sklepajo, da je veliko hondrul in kovinskih zrn nastalo s trki pozneje, ko so že bile kreirane hondrule. Tako to v resnici ne bi bili pravi hondriti.
  - CR hondriti (značilni meteorit je Renazzo) imajo hondrule običajne velikosti (okoli 1 mm). Imajo tudi malo vključkov visoko temperaturno odporne snovi, snov med zrni (matrica) obsega skoraj polovico meteorita. Mnogo jih je preživelo močno spremembo zaradi vode.
  - CH hondriti so nekaj posebnega zaradi svojih majhnih hondrul, ki merijo samo okoli 0,02 mm v premeru. Vsebujejo majhen delež temperaturno odpornih snovi. Snov med zrni izgleda bolj kot zdrobljen material, ne pa kot prava matrica. Te vrste hondriti tudi nimajo skoraj nič lažje hlapljivih snovi.
  - CB hondriti (značilni meteorit je Bencubbin) se pojavljajo v dveh oblikah, ki sta obe podobni CH hondritom. Podgrupi označujemo s CBa in CBb.
- CV hondriti (značilni meteorit je Vigarano) imajo hondrule velike okoli 1 mm in velike vključke visokoopdpornega materiala (do velikosti 1 cm). Imajo med hondriti tudi največ litofilnih elementov
- CK hondriti (značilni meteorit je Karoonda) so kemično in po izgledu podobni CV hondritom. Imajo pa manj visokotemperaturno odpornega materiala. So močneje oksidirane kamnine. Večina jih je preživela močno toplotno preobrazbo.
- Neuvrščeni hondriti so tisti ogljikovi hondriti, ki jih ne moremo uvrstiti v nobeno skupino.

### Enstatitni hondriti
Enstatitni hondriti obsegajo samo 2% vseh hondritov, ki padejo na površino Zemlje. Zanje je značilno, da jih sestavljajo močno reducirane kamnine. Ne vsebujejo pa železa, vso železo je v obliki nikljevo-železne zlitine ali v obliki železovega sulfida. Vsebujejo pa večje število redkih mineralov, ki lahko nastanejo samo v močno redukcijskih pogojih. Ti minerali so oldhamit (CaS), niningerit (MgS), periit (železo-nikljev silicid) in alkalni sulfidi. Vsi enstatitni hondriti vsebujejo veliko na enstatitu (MgSiO3) bogatih hondrul, zrn kovine in sulfidnih materialov.Vključki visokotemperaturno odpornih materialov so redki.
Delimo jih v dve skupini:
- EH hondriti (visoka vsebnost kovihe) vsebujejo majhne hondrule (~ 0,2 mm) in visoko razmerje siderofilnih elementov s silicijem. Več kot 10% meteorita je sestavljenega iz kovinskih zrn.
- EL hondriti (nizka vsebnost kovine) imajo večje hondrule (> 0,5 mm) in nizko razmerje siderofilnih elementov s silicijem.

## Ostali hondriti
- R hondriti (značilni meteorit je Rumuruti) so zelo redki. Med dokumentiranimi zapisi je samo en zapis o padcu meteorita te skupine, čeprav so doslej dokumentirali okoli 900 padcev hondritov. Veliko lastnosti imajo podobnih kot navadni hondriti.
- K hondriti (značilni meteorit je Kakangari)

## Petrološka razvrstitev hondritov
Hondrite delimo po njihovih kemičnih, mineraloških in izotopskih značilnostih. Stopnja do katere so bili v okviru sekundarnih procesov spremenjeni zaradi toplotnih vplivov in delovanja vode, pa nam določa petrološki tip. Opišemo ga z imenom skupine, ki mu sledi številka petrološkega tipa. Primer : LL5 pomeni hondrit, ki spada v skupino LL in ima petrološki tip 5. Petrološke tipe sta uvedla Van Schamus in Wood v letu 1967. Uporablja se 6 tipov, od katerih prva dva (tipa 1 in 2) opisujeta spremembe zaradi vode, ostali pa toplotne spremembe (tipi od 3 do 6):
- Tip 1 se je prvotno uporabljal za hondrite, ki niso imeli veliko hondru, imeli pa so mveliko vode in ogljika. Danes s tem tipom označujemo meteorite, ki so doživeli večjo spremembo mzaradi vode. Ta sprememba se je zgodila pri temperature med 50 in 150 °C. Ti hondriti so bili v preteklosti vroči, vendar ne dovolj, da bi doživeli spremembe zaradi toplote. Člani skupine CI in malo močno spremenjenih ogljikovih hondritov pripada temu tipu.
- Tip 2 se uporablja za hondrite, ki so preživeli močne spremembe zaradi vode, kljub temu pa še vsebujejo določeno število hondrul in prvotnega nespremenjenega olivina in/ali piroksena. Minerali znotraj hondrul kažejo različne stopnje hidracije. Te spremembe verjetno nastopijo pod 20 °C. Vsi hondriti skupin CM in CR petrološko pripadajo tipu 2.

Naslednji tipi kažejo zaporedje sprememb v minaraloškem smislu, ki nastajajo z rastočo temperature. Kažejo malo sprememb, ki so posledica delovanja vode. 
- Tip 3 se uporablja za hondrite, ki kažejo majhno stopnjo sprememb. Pogosto so to kemično neuravnoteženi hondriti, ker nekateri minerali, kot so olivine in piroksen, kažejo celo vrsto sestav, ki so posledica različnih pogojev pod katerimi so nastali. Hondriti, ki so ostali v prvotnih razmerah, imajo vsi enako sestavo kot takrat, ko so bili vključeni v asteroid. Te hondrite označujemo s tipom 3.0. Z oznakami od 3.1 do 3.9 označujemo hondrite z večjimi mineraloškimi spremembami. Hondriti tipa 3.9 izgledajo še vedno nespremenjeni, ker imajo hondrule svojo prvotno obliko, toda vsi minerali so spremenjeni (zaradi difuzije med zrni).
- Tipi 4, 5 in 6 se uporabljajo za hondrite, ki so bilo še močneje spremenjeni. To so hondriti, ki so kemično uravnoteženi, saj je zgradba mineralov v njih zelo enakomerna. Pri tipu 4 je osnova rekristalizirala v večja zrna. Pri tipu 5 hondrul skoraj ne moremo več ločiti od osnove (matrice). Pri tipu 6 se pričnejo hondrule združevati z osnovno snovjo, manjših hondrul pa sploh ne vidimo več.

Nekateri so razširili takšen način razvrščanja hondritov še na tip 7. V to skupino bi spadali hondriti, ki so preživeli najvišje temperature, skoraj pri tališču. V njih ni hondrul, predstavljajo pa prehod med hondriti in enostavnimi ahondriti.